# Saint-Hippolyte (Pyrénées-Orientales)
Pour les articles homonymes, voir Saint-Hippolyte.
Saint-Hippolyte  est une commune française située dans le nord-est du département des Pyrénées-Orientales en région Occitanie. Sur le plan historique et culturel, la commune est dans le Roussillon, une ancienne province du royaume de France, qui a existé de 1659 jusqu'en 1790 et qui recouvrait les trois vigueries du Roussillon, du Conflent et de Cerdagne.
Exposée à un climat méditerranéen, elle est drainée par divers petits cours d'eau. La commune possède un patrimoine naturel remarquable : deux sites Natura 2000 (le « complexe lagunaire de Salses » et le « complexe lagunaire de Salses-Leucate »), un espace protégé (l'étang de Salses-Leucate) et quatre zones naturelles d'intérêt écologique, faunistique et floristique.
Saint-Hippolyte est une commune urbaine et littorale qui compte 3 177 habitants en 2022, après avoir connu une forte hausse de la population depuis 1968. Elle est dans l'agglomération de Saint-Hippolyte et fait partie de l'aire d'attraction de Perpignan. Ses habitants sont appelés les Saint-Hippolytans ou  Saint-Hippolytanes.

## Géographie

### Localisation
La commune de Saint-Hippolyte se trouve dans le département des Pyrénées-Orientales, en région Occitanie.
Elle se situe à 11 km à vol d'oiseau de Perpignan, préfecture du département, et à 2 km de Saint-Laurent-de-la-Salanque, bureau centralisateur du canton de la Côte salanquaise dont dépend la commune depuis 2015 pour les élections départementales.
La commune fait en outre partie du bassin de vie de Saint-Laurent-de-la-Salanque.
Les communes les plus proches sont : 
Saint-Laurent-de-la-Salanque (2,3 km), Claira (2,8 km), Torreilles (3,9 km), Le Barcarès (5,6 km), Pia (5,8 km), Villelongue-de-la-Salanque (6,4 km), Bompas (6,5 km), Salses-le-Château (6,7 km).
Sur le plan historique et culturel, Saint-Hippolyte fait partie de l'ancienne province du royaume de France, le Roussillon, qui a existé de 1659 jusqu'à la création du département des Pyrénées-Orientales en 1790 et qui recouvrait les trois vigueries du Roussillon, du Conflent et de Cerdagne.

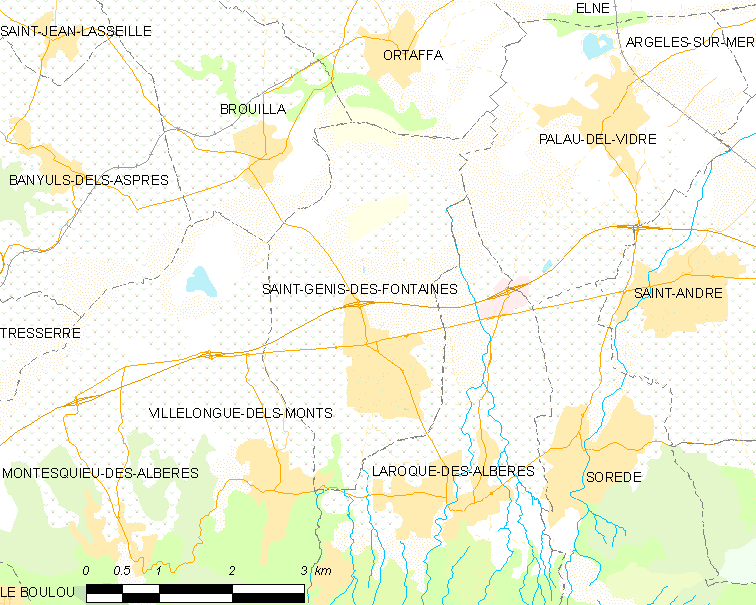
Situation de la commune.

### Géologie et relief
La commune est classée en zone de sismicité 3, correspondant à une sismicité modérée.

### Hydrographie

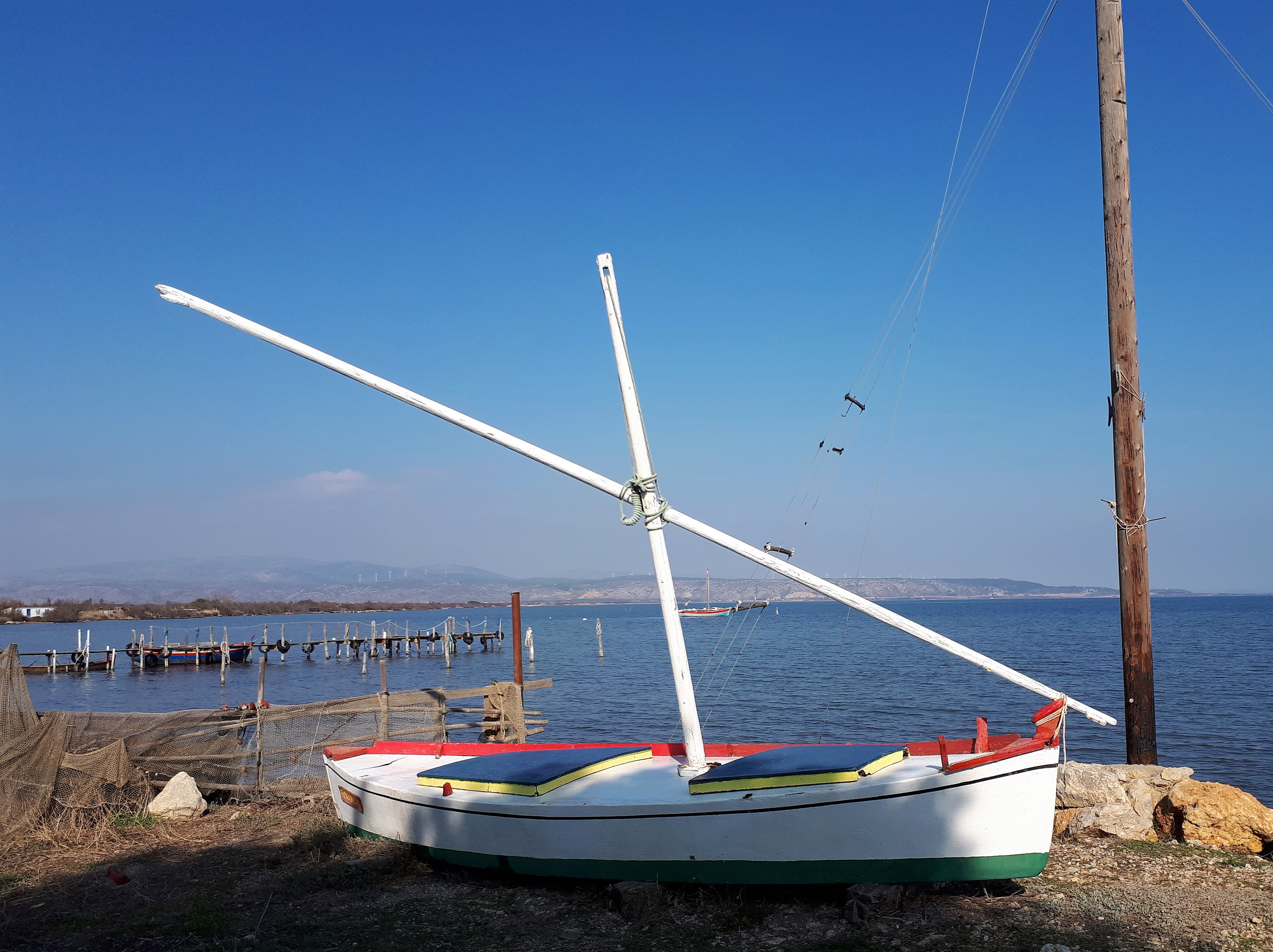
Barque catalane sur le bord de l'étang de Salses-Leucate, commune de Saint-Hippolyte.

- Étang de Leucate

### Climat
Pour des articles plus généraux, voir Climat de l'Occitanie et Climat des Pyrénées-Orientales.
En 2010, le climat de la commune est de type climat méditerranéen franc, selon une étude du CNRS s'appuyant sur une série de données couvrant la période 1971-2000. En 2020, Météo-France publie une typologie des climats de la France métropolitaine dans laquelle la commune est exposée à un climat méditerranéen et est dans la région climatique Provence, Languedoc-Roussillon, caractérisée par une pluviométrie faible en été, un très bon ensoleillement (2 600 h/an), un été chaud (21,5 °C), un air très sec en été, sec en toutes saisons, des vents forts (fréquence de 40 à 50 % de vents > 5 m/s) et peu de brouillards.
Pour la période 1971-2000, la température annuelle moyenne est de 15 °C, avec une amplitude thermique annuelle de 15,4 °C. Le cumul annuel moyen de précipitations est de 552 mm, avec 5,1 jours de précipitations en janvier et 2,4 jours en juillet. Pour la période 1991-2020, la température moyenne annuelle observée sur la station météorologique la plus proche, située sur la commune de Torreilles à 4 km à vol d'oiseau, est de 15,5 °C et le cumul annuel moyen de précipitations est de 554,7 mm,. Pour l'avenir, les paramètres climatiques de la commune estimés pour 2050 selon différents scénarios d’émission de gaz à effet de serre sont consultables sur un site dédié publié par Météo-France en novembre 2022.

### Milieux naturels et biodiversité

#### Espaces protégés
La protection réglementaire est le mode d’intervention le plus fort pour préserver des espaces naturels remarquables et leur biodiversité associée,.
Un  espace protégé est présent sur la commune : 
l'étang de Salses-Leucate, une zone humide protégée par la convention de Ramsar, d'une superficie de 7 628,1 ha.

#### Réseau Natura 2000

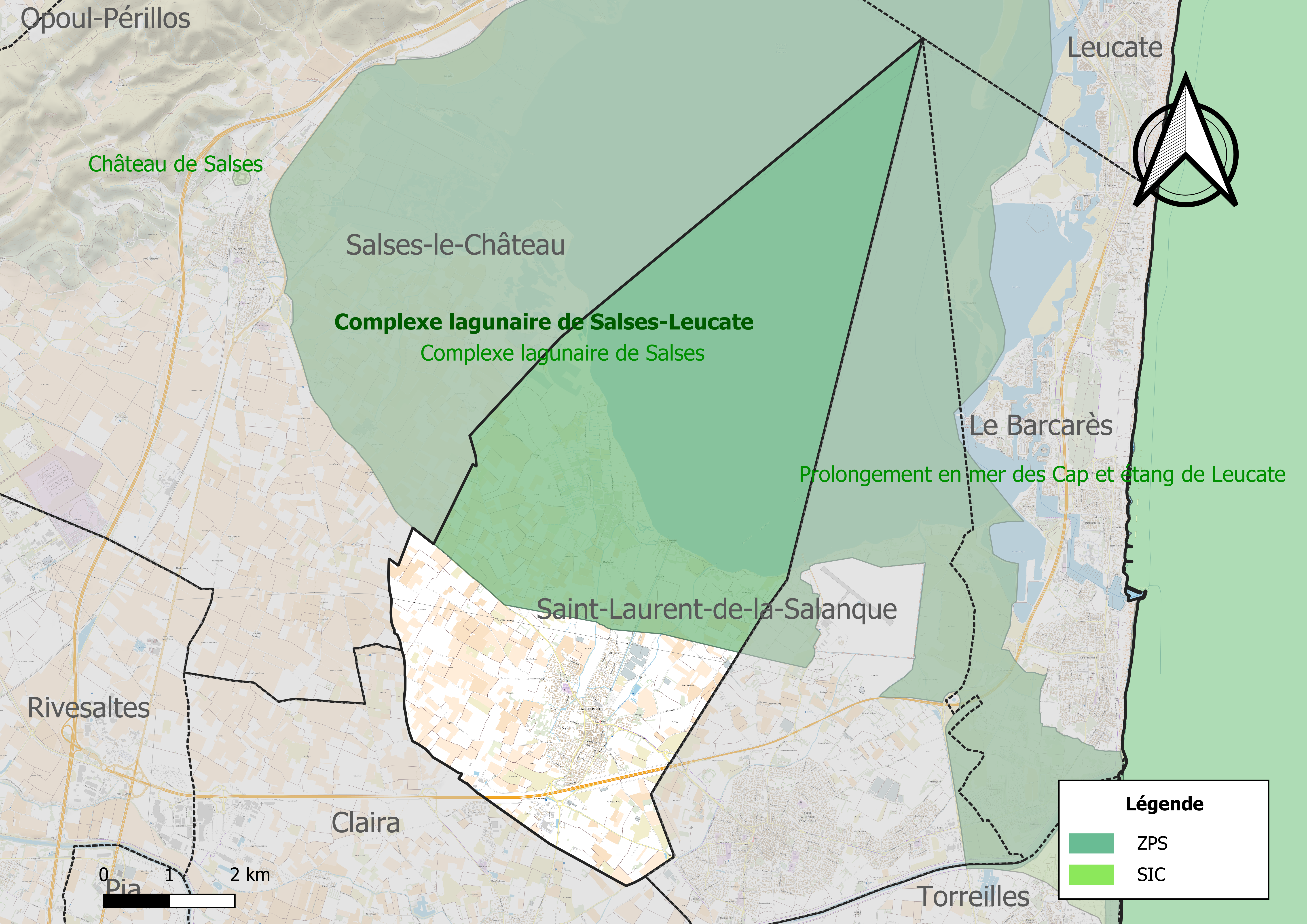
Site Natura 2000 sur le territoire communal.

Le réseau Natura 2000 est un réseau écologique européen de sites naturels d'intérêt écologique élaboré à partir des directives habitats et oiseaux, constitué de zones spéciales de conservation (ZSC) et de zones de protection spéciale (ZPS).
Un site Natura 2000 a été défini sur la commune au titre de la directive habitats.
- le « complexe lagunaire de Salses », d'une superficie de 7 818 ha, une zone littorale associant des milieux dunaires caractéristiques du littoral roussillonnais et des milieux humides littoraux. Elle comporte plusieurs bassins différemment alimentés en eau ce qui favorise l'installation de formations végétales très variées, tant aquatiques, herbiers de Zostère naine, tapis de charas, que palustres, sansouires, roselières, scirpes, jonçaies[18] et  au titre de la directive oiseaux[17]
- le « complexe lagunaire de Salses-Leucate », d'une superficie de 7 701 ha, comprend un ensemble de zones humides périphériques plus ou moins salées (sansouires, roselières) et plusieurs îlots suffisamment isolés et quelques espaces dunaires qui constituent des espaces de grand intérêt pour la nidification de diverses espèces de grand intérêt patrimonial (Butor étoilé, Sterne naine...)[19].

#### Zones naturelles d'intérêt écologique, faunistique et floristique
L’inventaire des zones naturelles d'intérêt écologique, faunistique et floristique (ZNIEFF) a pour objectif de réaliser une couverture des zones les plus intéressantes sur le plan écologique, essentiellement dans la perspective d’améliorer la connaissance du patrimoine naturel national et de fournir aux différents décideurs un outil d’aide à la prise en compte de l’environnement dans l’aménagement du territoire.
Trois ZNIEFF de type 1 sont recensées sur la commune :
- l'« étang de Salses-Leucate » (4 964 ha), couvrant 6 communes dont deux dans l'Aude et quatre dans les Pyrénées-Orientales[21] ;
- le « marais du Mas Tamarit » (14 ha)[22],
- les « sagnes d'Opoul et del Dévès » (638 ha), couvrant 2 communes du département[23] ;

et une ZNIEFF de type 2, : 
le « complexe lagunaire de Salses- Leucate » (7 769 ha), couvrant 6 communes dont deux dans l'Aude et quatre dans les Pyrénées-Orientales.

Carte des ZNIEFF de type 1 et 2 à Saint-Hippolyte.
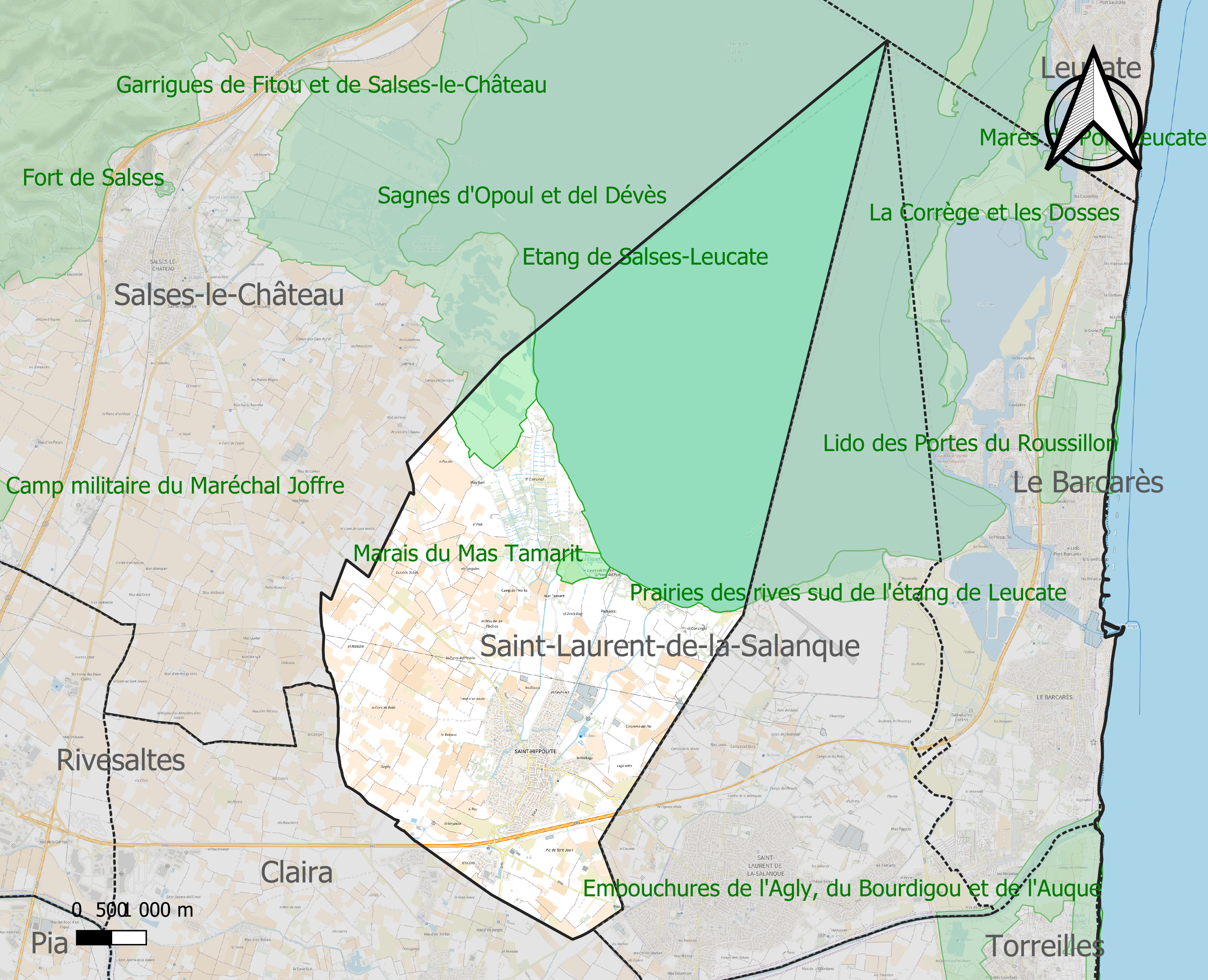
Carte des ZNIEFF de type 1 sur la commune.
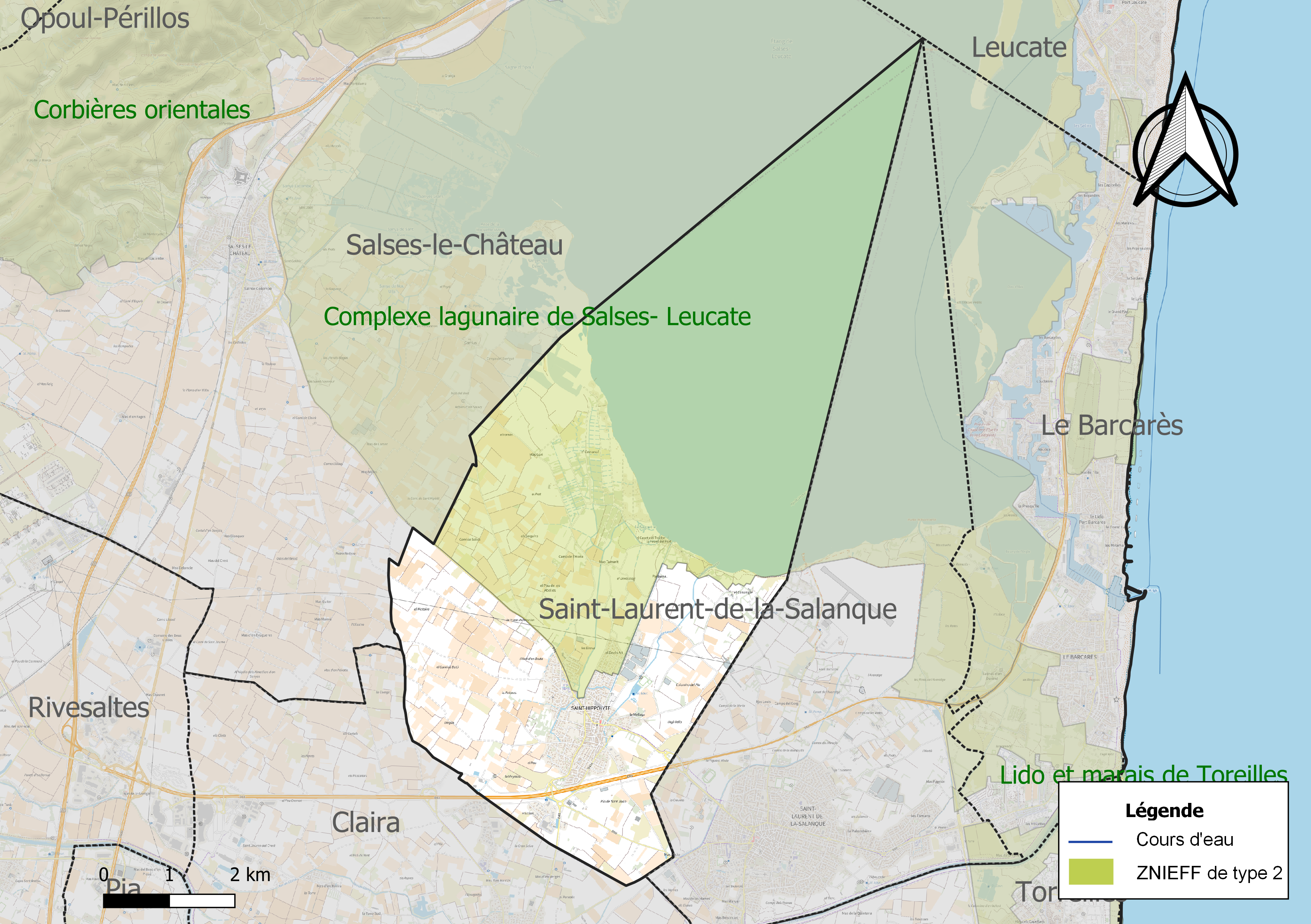
Carte de la ZNIEFF de type 2 sur la commune.

## Urbanisme

### Typologie
Au 1er janvier 2024, Saint-Hippolyte est catégorisée ceinture urbaine, selon la nouvelle grille communale de densité à sept niveaux définie par l'Insee en 2022.
Elle appartient à l'unité urbaine de Saint-Hippolyte, une unité urbaine monocommunale constituant une ville isolée,. Par ailleurs la commune fait partie de l'aire d'attraction de Perpignan, dont elle est une commune de la couronne,. Cette aire, qui regroupe 118 communes, est catégorisée dans les aires de 200 000 à moins de 700 000 habitants,.
La commune, bordée par la mer Méditerranée, est également une commune littorale au sens de la loi du 3 janvier 1986, dite loi littoral. Des dispositions spécifiques d’urbanisme s’y appliquent dès lors afin de préserver les espaces naturels, les sites, les paysages et l’équilibre écologique du littoral, tel le principe d'inconstructibilité, en dehors des espaces urbanisés, sur la bande littorale des 100 mètres, ou plus si le plan local d’urbanisme le prévoit.

### Occupation des sols
L'occupation des sols de la commune, telle qu'elle ressort de la base de données européenne d’occupation biophysique des sols Corine Land Cover (CLC), est marquée par l'importance des territoires agricoles (50,5 % en 2018), en diminution par rapport à 1990 (53,5 %). La répartition détaillée en 2018 est la suivante : 
eaux maritimes (43,3 %), zones agricoles hétérogènes (28,5 %), cultures permanentes (22 %), zones urbanisées (4,8 %), zones humides côtières (1 %), zones industrielles ou commerciales et réseaux de communication (0,5 %). L'évolution de l’occupation des sols de la commune et de ses infrastructures peut être observée sur les différentes représentations cartographiques du territoire : la carte de Cassini (XVIIIe siècle), la carte d'état-major (1820-1866) et les cartes ou photos aériennes de l'IGN pour la période actuelle (1950 à aujourd'hui).

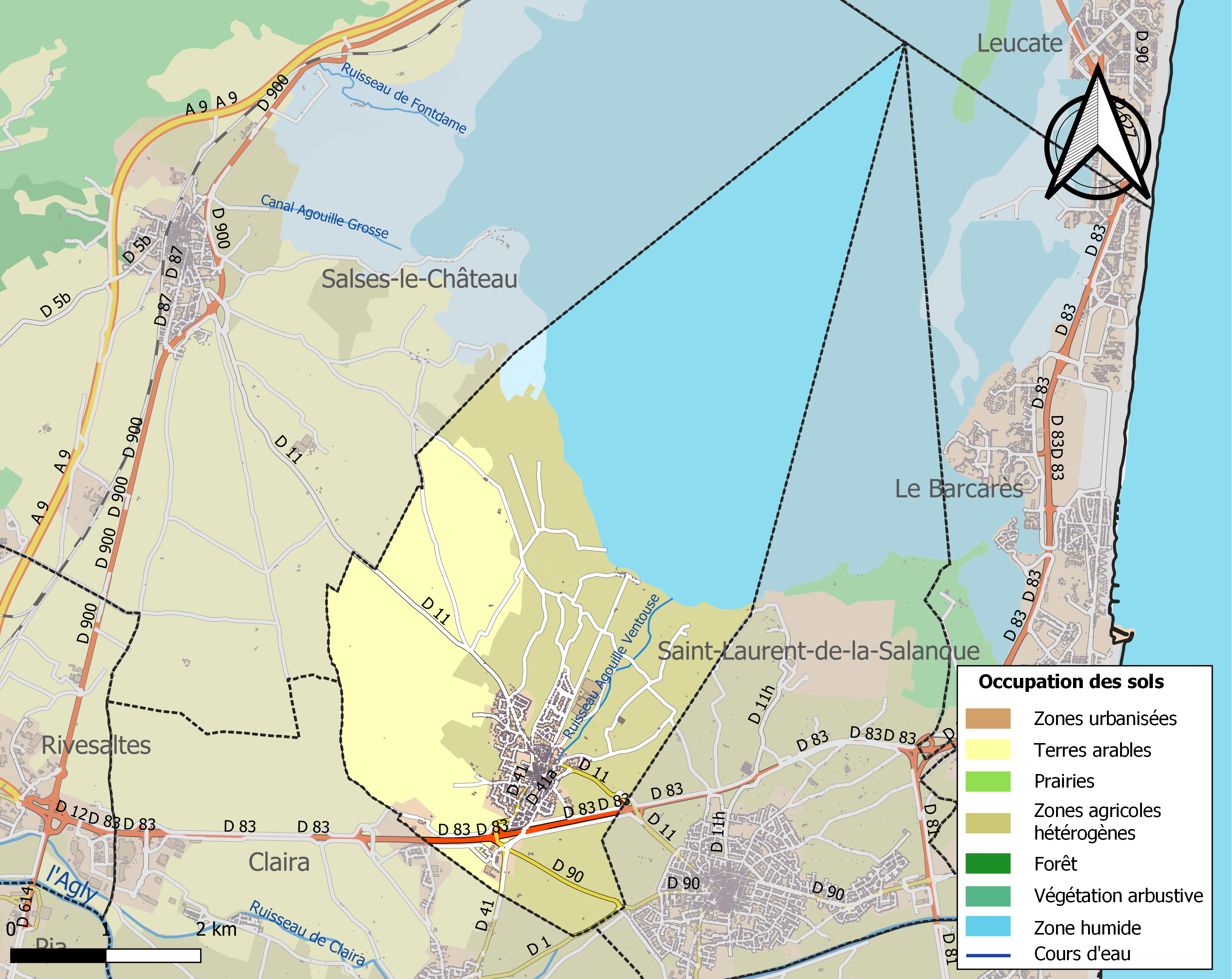
Carte des infrastructures et de l'occupation des sols de la commune en 2018 (CLC).

### Voies de communication et transports
Les lignes 10 (Le Barcarès - Gare de Perpignan) et 11 (Saint-Laurent-de-la-Salanque - Gare de Perpignan) du réseau urbain Sankéo assurent la desserte de la commune.

### Risques majeurs
Le territoire de la commune de Saint-Hippolyte est vulnérable à différents aléas naturels : inondations, climatiques (grand froid ou canicule), mouvements de terrains et séisme (sismicité modérée). Il est également exposé à un risque technologique, la rupture d'un barrage,.

#### Risques naturels
Certaines parties du territoire communal sont susceptibles d’être affectées par le risque d’inondation par crue torrentielle de cours d'eau du bassin de l'Agly. La commune fait partie du territoire à risques importants d'inondation (TRI) de Perpignan-Saint-Cyprien, regroupant 43 communes du bassin de vie de l'agglomération perpignanaise, un des 31 TRI qui ont été arrêtés le 12 décembre 2012 sur le bassin Rhône-Méditerranée. Des cartes des surfaces inondables ont été établies pour trois scénarios : fréquent (crue de temps de retour de 10 ans à 30 ans), moyen (temps de retour de 100 ans à 300 ans) et extrême (temps de retour de l'ordre de 1 000 ans, qui met en défaut tout système de protection),. et à un risque de submersion par surélévation de l'étang.
Les mouvements de terrains susceptibles de se produire sur la commune sont liés au retrait-gonflement des argiles. Une cartographie nationale de l'aléa retrait-gonflement des argiles permet de connaître les sols argileux ou marneux susceptibles vis-à-vis de ce phénomène.
Ces risques naturels sont pris en compte dans l'aménagement du territoire de la commune par le biais d'un plan de surfaces submersibles valant plan de prévention des risques.

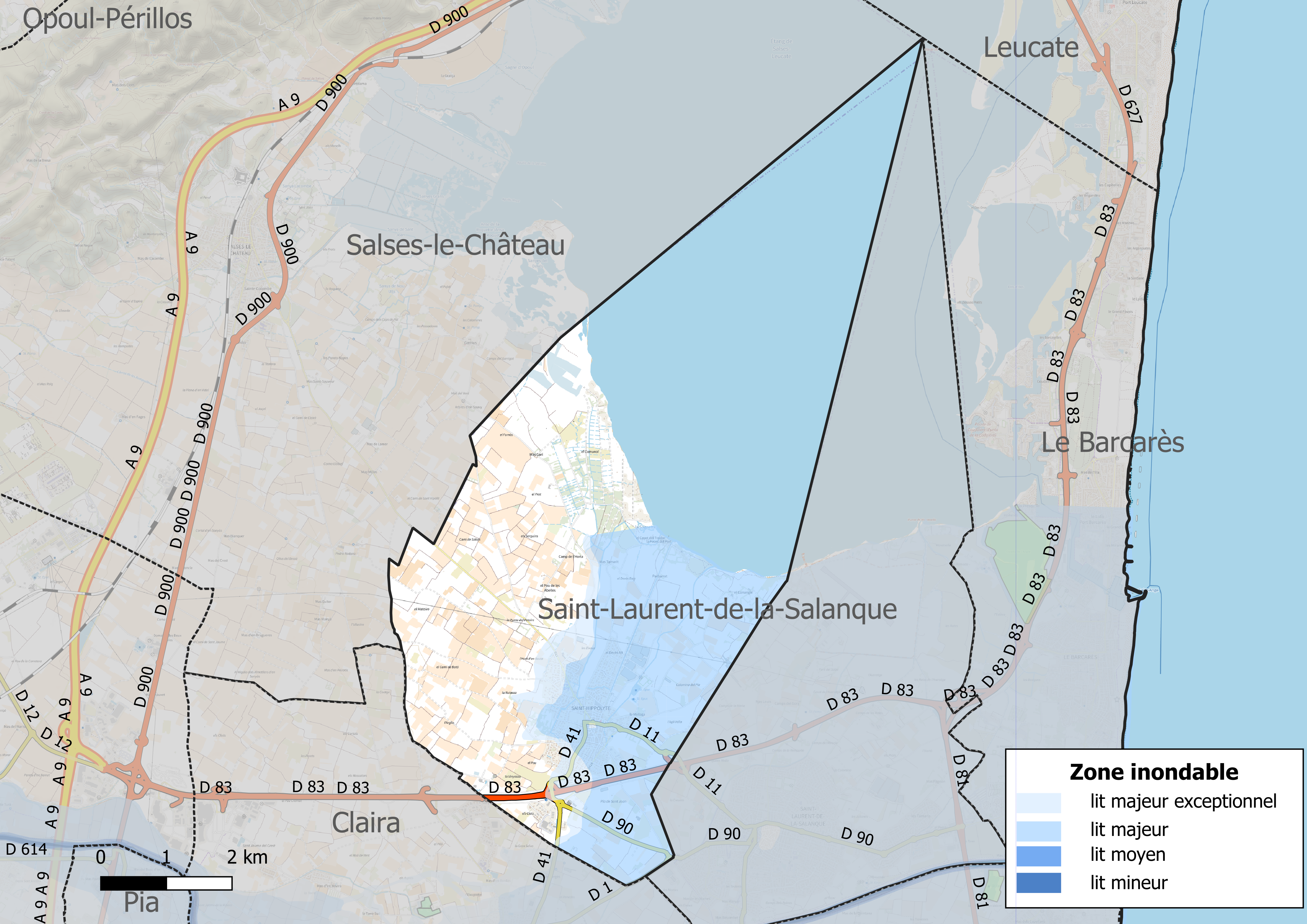
Carte des zones inondables.
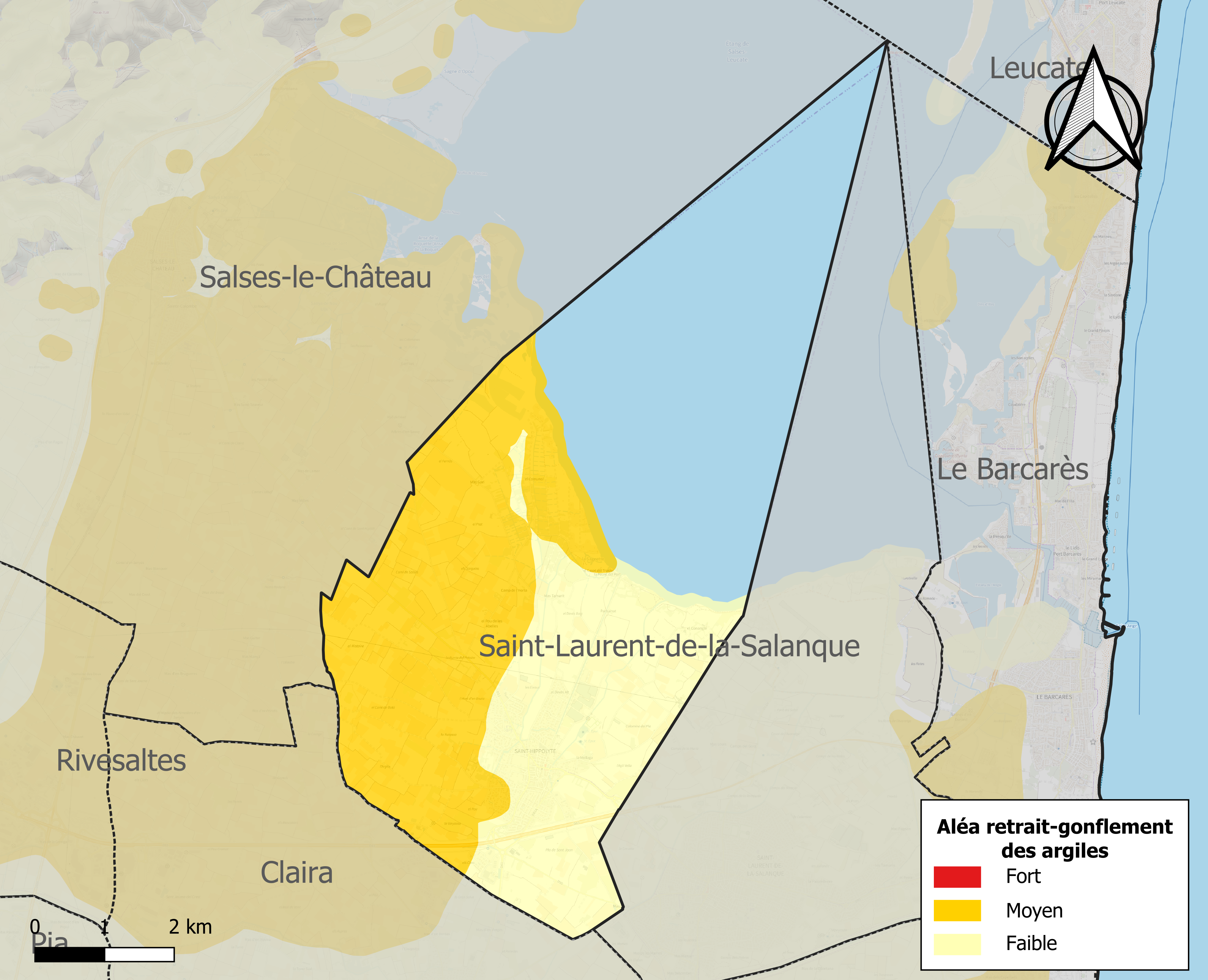
Carte des zones d'aléa retrait-gonflement des argiles.

#### Risques technologiques
Dans le département des Pyrénées-Orientales, on dénombre sept grands barrages susceptibles d’occasionner des dégâts en cas de rupture. La commune fait partie des 66 communes susceptibles d’être touchées par l’onde de submersion consécutive à la rupture d’un de ces barrages, le barrage de Caramany sur l'Agly, un ouvrage de 57 m de hauteur construit en 1994.

## Toponymie
En catalan, le nom de la commune est Sant Hipòlit de la Salanca, Saint-Hippolyte-de-la-Salanque. Ce nom apparaît dans les textes dès l'an 963. Il provient du nom du martyr chrétien du IIIe siècle Hippolyte.

## Histoire
Un canal signé Paul Riquet et initié par Vauban en 1686 relie le village de Saint-Hippolyte à l’étang de Salses au lieu-dit Fount del Port. L'objectif initial était de prolonger le canal de la Robine à Port-la-Nouvelle jusqu'à Perpignan, via les étangs de La Palme et de Salses-Leucate. "Un projet qui avait pour but d’apporter dans le Roussillon des troupes, des armes et des matériaux en cas de danger venant du trône espagnol". Le canal a été creusé depuis l'étang jusqu'au village, mais ensuite a été abandonné en raison des coûts prohibitifs.

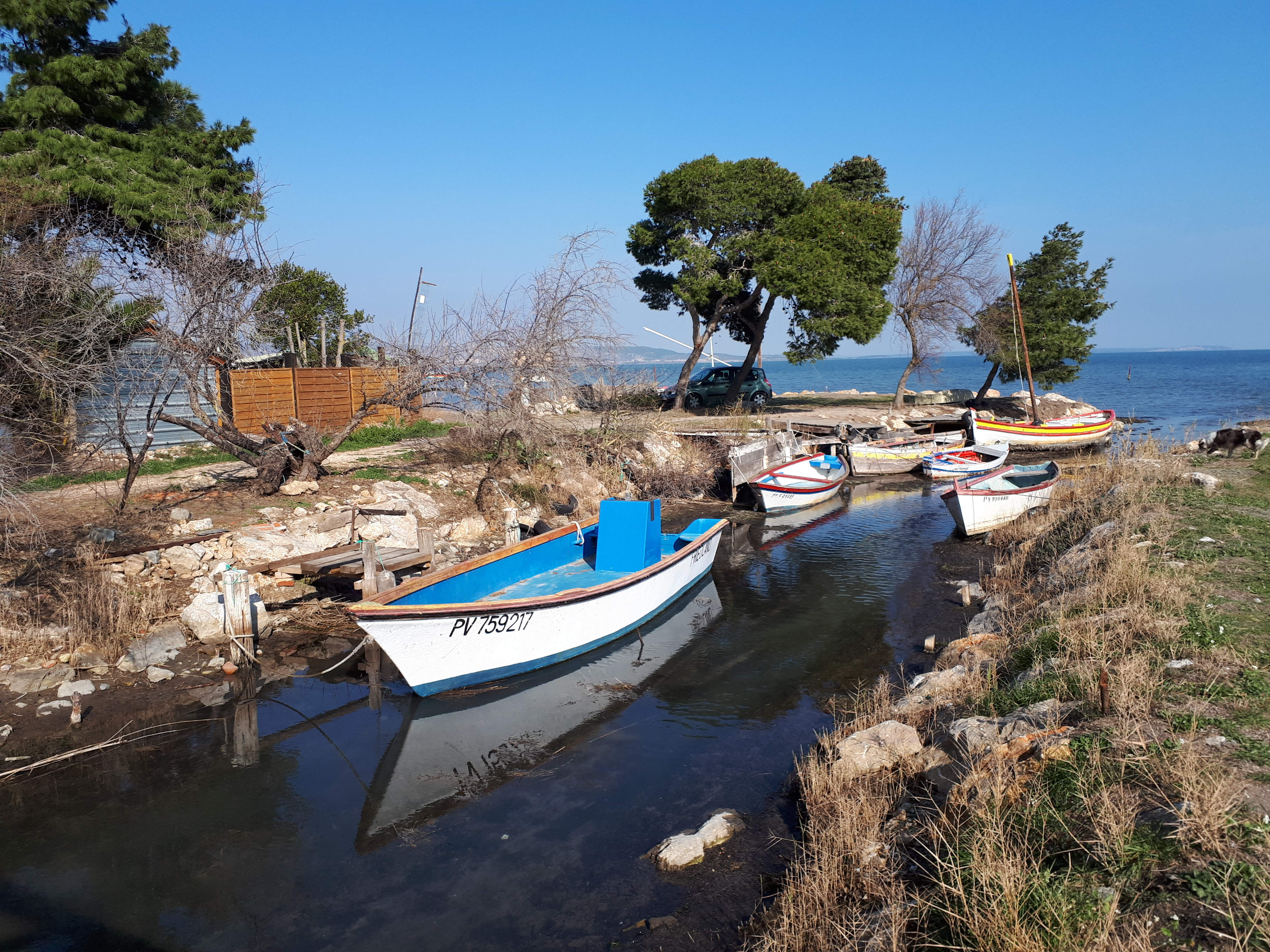
Canal Riquet entre Saint Hippolyte et l'étang Salses-Leucate, vue vers le nord.
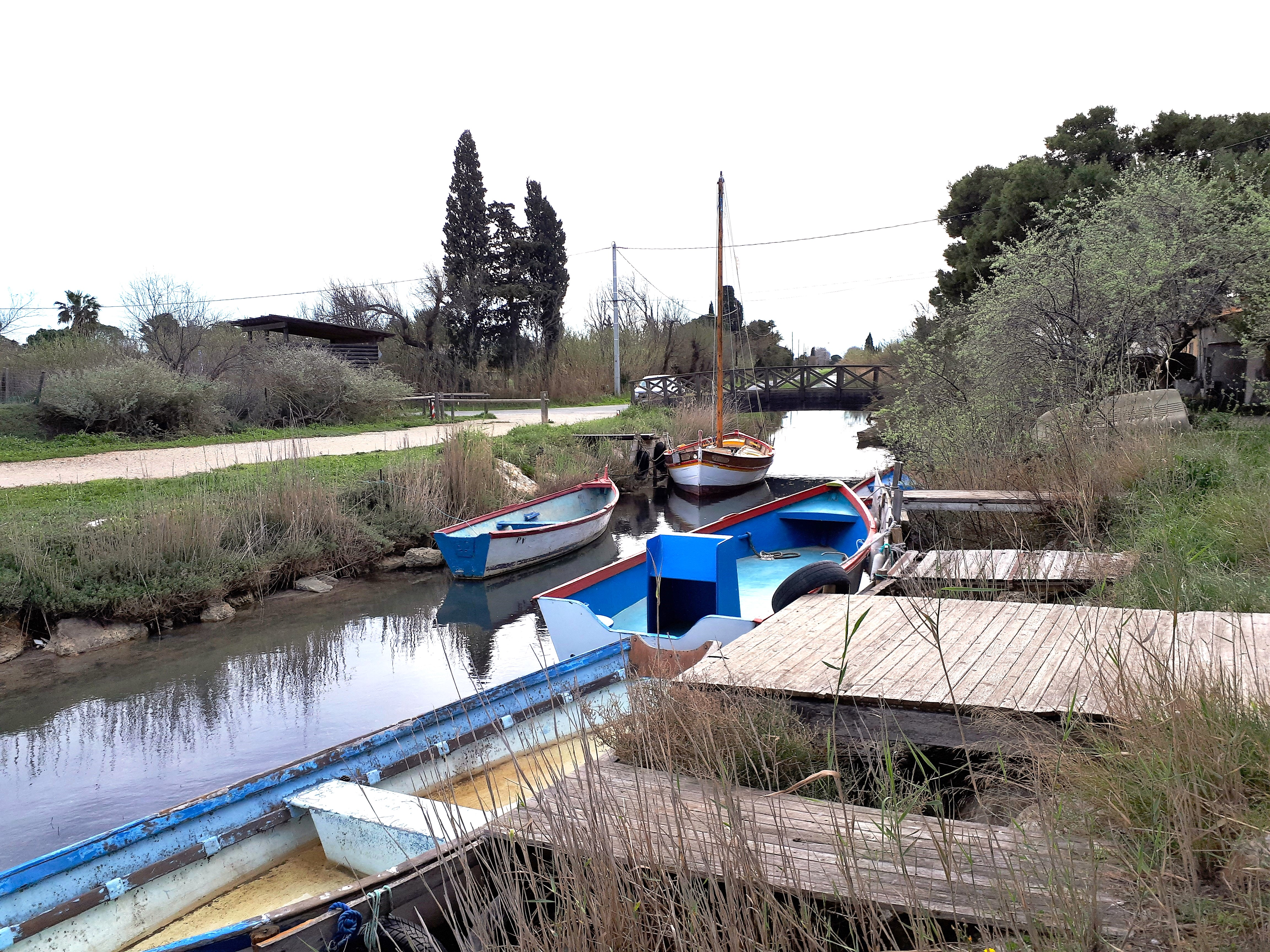
Canal Riquet entre Saint Hippolyte et l'étang Salses-Leucate, vue vers le sud.

## Politique et administration

### Liste des maires

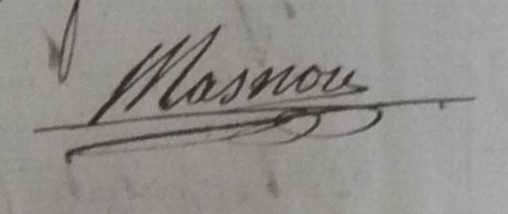
Signature du maire Étienne Masnou en 1815.

| Période                                  | Période                     | Identité               | Étiquette | Qualité                                                                                      |
| ---------------------------------------- | --------------------------- | ---------------------- | --------- | -------------------------------------------------------------------------------------------- |
| Les données manquantes sont à compléter. |                             |                        |           |                                                                                              |
| ?                                        | juin 1815                   | Étienne Masnou         |           |                                                                                              |
| juin 1815                                | ?                           | Pierre Gari            |           |                                                                                              |
| Les données manquantes sont à compléter. |                             |                        |           |                                                                                              |
| 1948                                     | 1960                        | Léon Parent            |           |                                                                                              |
| 1960                                     | 1984                        | Paul Boyer             |           |                                                                                              |
| 1984                                     | 1996                        | Jérôme Margail         |           |                                                                                              |
| 1996                                     | mars 2014                   | Michel Montagne,       | DVD       | Retraité agricole                                                                            |
| mars 2014                                | En cours (au 30 avril 2014) | Madeleine Garcia-Vidal | SE-DVG    | Professeure de catalan Conseillère départementale du canton de la Côte salanquaise (2015 → ) |

## Population et société

### Démographie ancienne
La population est exprimée en nombre de feux (f) ou d'habitants (H).
| 1365 | 1378 | 1470 | 1515 | 1553 | 1643 | 1709 | 1720 | 1730 |
| ---- | ---- | ---- | ---- | ---- | ---- | ---- | ---- | ---- |
| 27 f | 34 f | 21 f | 24 f | 21 f | 8 f  | 66 f | 43 f | 63 f |

| 1755 | 1767  | 1774 | 1789 | 1790  | - | - | - | - |
| ---- | ----- | ---- | ---- | ----- | - | - | - | - |
| 74 f | 199 H | 63 f | 71 f | 216 H | - | - | - | - |

### Démographie contemporaine
L'évolution du nombre d'habitants est connue à travers les recensements de la population effectués dans la commune depuis 1793. Pour les communes de moins de 10 000 habitants, une enquête de recensement portant sur toute la population est réalisée tous les cinq ans, les populations de référence des années intermédiaires étant quant à elles estimées par interpolation ou extrapolation. Pour la commune, le premier recensement exhaustif entrant dans le cadre du nouveau dispositif a été réalisé en 2008.

En 2022, la commune comptait 3 177 habitants, en évolution de +6,86 % par rapport à 2016 (Pyrénées-Orientales : +3,92 %, France hors Mayotte : +2,11 %).
| 1793 | 1800 | 1806 | 1821 | 1831 | 1836 | 1841 | 1846 | 1851 |
| ---- | ---- | ---- | ---- | ---- | ---- | ---- | ---- | ---- |
| 391  | 417  | 445  | 576  | 606  | 720  | 741  | 830  | 791  |

| 1856 | 1861 | 1866 | 1872 | 1876  | 1881  | 1886  | 1891  | 1896  |
| ---- | ---- | ---- | ---- | ----- | ----- | ----- | ----- | ----- |
| 885  | 866  | 926  | 980  | 1 066 | 1 290 | 1 327 | 1 298 | 1 282 |

| 1901  | 1906  | 1911  | 1921  | 1926  | 1931  | 1936  | 1946  | 1954  |
| ----- | ----- | ----- | ----- | ----- | ----- | ----- | ----- | ----- |
| 1 262 | 1 273 | 1 226 | 1 231 | 1 142 | 1 205 | 1 100 | 1 017 | 1 033 |

| 1962  | 1968  | 1975  | 1982  | 1990  | 1999  | 2006  | 2008  | 2013  |
| ----- | ----- | ----- | ----- | ----- | ----- | ----- | ----- | ----- |
| 1 133 | 1 033 | 1 044 | 1 038 | 1 616 | 1 849 | 2 269 | 2 385 | 2 836 |

| 2018  | 2022  | - | - | - | - | - | - | - |
| ----- | ----- | - | - | - | - | - | - | - |
| 3 131 | 3 177 | - | - | - | - | - | - | - |

| selon la population municipale des années : | 1968 | 1975 | 1982 | 1990 | 1999 | 2006 | 2009 | 2013 |
| Rang de la commune dans le département      | 54   | 61   | 62   | 52   | 52   | 49   | 49   | 42   |
| Nombre de communes du département           | 232  | 217  | 220  | 225  | 226  | 226  | 226  | 226  |

### Manifestations culturelles et festivités
- Fête patronale et communale : 13 août[53].

## Économie

### Revenus
En 2018, la commune compte 1 270 ménages fiscaux, regroupant 3 166 personnes. La médiane du revenu disponible par unité de consommation est de 20 490 € (19 350 € dans le département). 45 % des ménages fiscaux sont imposés (42,1 % dans le département).

### Emploi
|                | 2008   | 2013   | 2018   |
| -------------- | ------ | ------ | ------ |
| Commune        | 8 %    | 10 %   | 10 %   |
| Département    | 10,3 % | 12,9 % | 13,3 % |
| France entière | 8,3 %  | 10 %   | 10 %   |

En 2018, la population âgée de 15 à 64 ans s'élève à 1 916 personnes, parmi lesquelles on compte 71,9 % d'actifs (61,9 % ayant un emploi et 10 % de chômeurs) et 28,1 % d'inactifs,. En  2018, le taux de chômage communal (au sens du recensement) des 15-64 ans est inférieur à celui du département, mais supérieur à celui de la France, alors qu'en 2008 il était inférieur à celui de la France.
La commune fait partie de la couronne de l'aire d'attraction de Perpignan, du fait qu'au moins 15 % des actifs travaillent dans le pôle,. Elle compte 397 emplois en 2018, contre 400 en 2013 et 390 en 2008. Le nombre d'actifs ayant un emploi résidant dans la commune est de 1 195, soit un indicateur de concentration d'emploi de 33,2 % et un taux d'activité parmi les 15 ans ou plus de 54,8 %.
Sur ces 1 195 actifs de 15 ans ou plus ayant un emploi, 188 travaillent dans la commune, soit 16 % des habitants. Pour se rendre au travail, 89,2 % des habitants utilisent un véhicule personnel ou de fonction à quatre roues, 1,1 % les transports en commun, 5,9 % s'y rendent en deux-roues, à vélo ou à pied et 3,9 % n'ont pas besoin de transport (travail au domicile).

### Activités hors agriculture

#### Secteurs d'activités
197 établissements sont implantés  à Saint-Hippolyte au 31 décembre 2019. Le tableau ci-dessous en détaille le nombre par secteur d'activité et compare les ratios avec ceux du département,.
| Secteur d'activité                                                                                        | Commune | Commune | Département |
| Secteur d'activité                                                                                        | Nombre  | %       | %           |
| --- | ------- | ------- | ----------- |
| Ensemble                                                                                                  | 197     | 100 %   | (100 %)     |
| Industrie manufacturière, industries extractives et autres                                                | 19      | 9,6 %   | (8,7 %)     |
| Construction                                                                                              | 37      | 18,8 %  | (14,3 %)    |
| Commerce de gros et de détail, transports, hébergement et restauration                                    | 56      | 28,4 %  | (30,5 %)    |
| Information et communication                                                                              | 2       | 1 %     | (1,9 %)     |
| Activités financières et d'assurance                                                                      | 6       | 3 %     | (3 %)       |
| Activités immobilières                                                                                    | 10      | 5,1 %   | (6,2 %)     |
| Activités spécialisées, scientifiques et techniques et activités de services administratifs et de soutien | 22      | 11,2 %  | (13 %)      |
| Administration publique, enseignement, santé humaine et action sociale                                    | 29      | 14,7 %  | (13,9 %)    |
| Autres activités de services                                                                              | 16      | 8,1 %   | (8,5 %)     |

Le secteur du commerce de gros et de détail, des transports, de l'hébergement et de la restauration est prépondérant sur la commune puisqu'il représente 28,4 % du nombre total d'établissements de la commune (56 sur les 197 entreprises implantées  à Saint-Hippolyte), contre 30,5 % au niveau départemental.

#### Entreprises et commerces
Les cinq entreprises ayant leur siège social sur le territoire communal qui génèrent le plus de chiffre d'affaires en 2020 sont : 
- Camar, travaux de terrassement courants et travaux préparatoires (6 726 k€)
- JBV SARL, activités des sociétés holding (462 k€)
- MJC 20 - Terra Vinum, commerce de gros (commerce interentreprises) de boissons (197 k€)
- AMrenov' Habitat, travaux de maçonnerie générale et gros œuvre de bâtiment (190 k€)
- Financiere Jardy, activités comptables (189 k€)

### Revenus de la population et fiscalité
En 2010, le revenu fiscal médian par ménage était de 26 814 €.

### Agriculture
La commune est dans la « plaine du Roussillon », une petite région agricole occupant la bande côtière et une grande partie centrale du département des Pyrénées-Orientales. En 2020, l'orientation technico-économique de l'agriculture  sur la commune est la culture de fruits ou d'autres cultures permanentes.
|               | 1988 | 2000 | 2010 | 2020 |
| ------------- | ---- | ---- | ---- | ---- |
| Exploitations | 106  | 59   | 26   | 28   |
| SAU (ha)      | 907  | 533  | 371  | 383  |

Le nombre d'exploitations agricoles en activité et ayant leur siège dans la commune est passé de 106 lors du recensement agricole de 1988  à 59 en 2000 puis à 26 en 2010 et enfin à 28 en 2020, soit une baisse de 74 % en 32 ans. Le même mouvement est observé à l'échelle du département qui a perdu pendant cette période 73 % de ses exploitations,. La surface agricole utilisée sur la commune a également diminué, passant de 907 ha en 1988 à 383 ha en 2020. Parallèlement la surface agricole utilisée moyenne par exploitation a augmenté, passant de 9 à 14 ha.

## Culture locale et patrimoine

### Monuments et lieux touristiques
- Colonne milliaire du IVe siècle ( Classé MH (1892)) ;
- Château ( Inscrit MH (1988)) ;
- Église Saint-Michel de Saint-Hippolyte. L'édifice est référencé dans la base Mérimée et à l'Inventaire général Région Occitanie[59]. De nombreux objets sont référencés dans la base Palissy (voir les notices liées)[59].

### Personnalités liées à la commune
- Joseph Derroja (1822-1909), général

### Héraldique
| Blason de Saint-Hippolyte | Blason  | D'or à quatre pals de gueules, à saint Hippolyte martyr traîné par un cheval, le tout d'argent, brochant sur le tout. |
| Blason de Saint-Hippolyte | Détails | Le statut officiel du blason reste à déterminer.                                                                      |